# Mis Snow Man
Mis Snow Man은 쟈니즈 Jr.의 남성 아이돌 그룹이다. 쟈니즈 사무소 소속.

## 멤버

### Snow Man
- 이와모토 히카루
- 아베 료헤이
- 후카자와 타츠야
- 와타나베 쇼타
- 사쿠마 다이스케
- 미야다테 료타

### 이전 멤버
- 오노데라 잇키
- 사나다 유마-7ORDER멤버
- 노자와 유키

## 개요
- 멤버 전원이 쟈니즈 Jr.내 댄스 유닛 Jr.BOYS 출신이다.
- 2011년 10월부터, 사나다 유마와 노자와 유키가, 이이토모 청년대로서의 유닛 〈noon boyz〉로서 활동을 개시. 다른 멤버도 〈Snow Man〉으로서의 활동을 실시하고 있다.

## 약력
2009년
- 1월, 유닛이 결성되었다. 잡지 『POTATO』잡지 10월호에서는 멤버에 오노데라의 모습이 없고, 8명으로 되어있다. (취재는 8월 상순)

2011년
- 7월 9일, 주연 영화 『HOT SNOW』가 공개. 처음에는 같은 해 3월 26일 공개 예정이였지만 동일본대지진 영향으로 공개가 연기되었다.
- 8월, 아베 료헤이가 학업에 전념하기 위해 연예활동 휴식.
- 사나다 유마와 노자와 유키가 결성한 〈noon boyz〉가 10월부터 『와랏떼 이이토모』 16대 청년대에 선발되었다.

2012년
- 2월, 아베 료헤이가 복귀.
- 5월, 와타나베 쇼타&사쿠마 다이스케&미야다테 료타, 아베 료헤이, 이와모토 히카루&후카자와 타츠야의 6명이 「Snow Man」으로서 활동하는 것으로 정식 발표되었다.

## 출연
단독 출연 작품은 각 멤버의 기사를 참조.

### 버라이어티
- 더 소년구락부 (2005년 ~ 현재, NHK BS 프리미엄)
- 테스트의 꽃꽂이 (2010년 3월 29일 ~ 2011년, NHK 교육 TV) - 사나다, 노자와
- 모리타 카즈요시 아워 와랏테 이이토모! (2011년 10월 ~ 2014년 3월, 후지 TV계) - 사나다, 노자와 (이이토모 청년대 〈noon boyz〉)

### 영화
- HOT SNOW (2011년 7월 9일 개봉) 주연
- 극장판 사립 바카레아 고교 (2012년 10월 13일) - Snow Man

### CM
- 닛신레인지 Spa왕 (2009년) 가르송 역 - 사나다, 노자와
- 닛신식품 닛신 야키소바 U.F.O. (2009년) - 와타나베 쇼타, 이와모토 히카루, 후카자와 타츠야, 미야다테 료타

## 같이 보기
- 쟈니즈 사무소